# Viscachafell
Die Felle der  in Bolivien, dem Westen Paraguays und in den nördlichen und mittleren Regionen Argentiniens lebenden Viscacha und  der Bergviscacha werden im Rauchwarenhandel vertrieben und von Kürschnern zu Pelzen verarbeitet; im Handel wurden beide Arten zuletzt als Viscachafelle angeboten. Sie wurden immer nur in sehr geringer Menge verarbeitet, mit Stand 2024 dürfte für das wenig attraktive Fell wohl kein Handel mehr stattfinden.

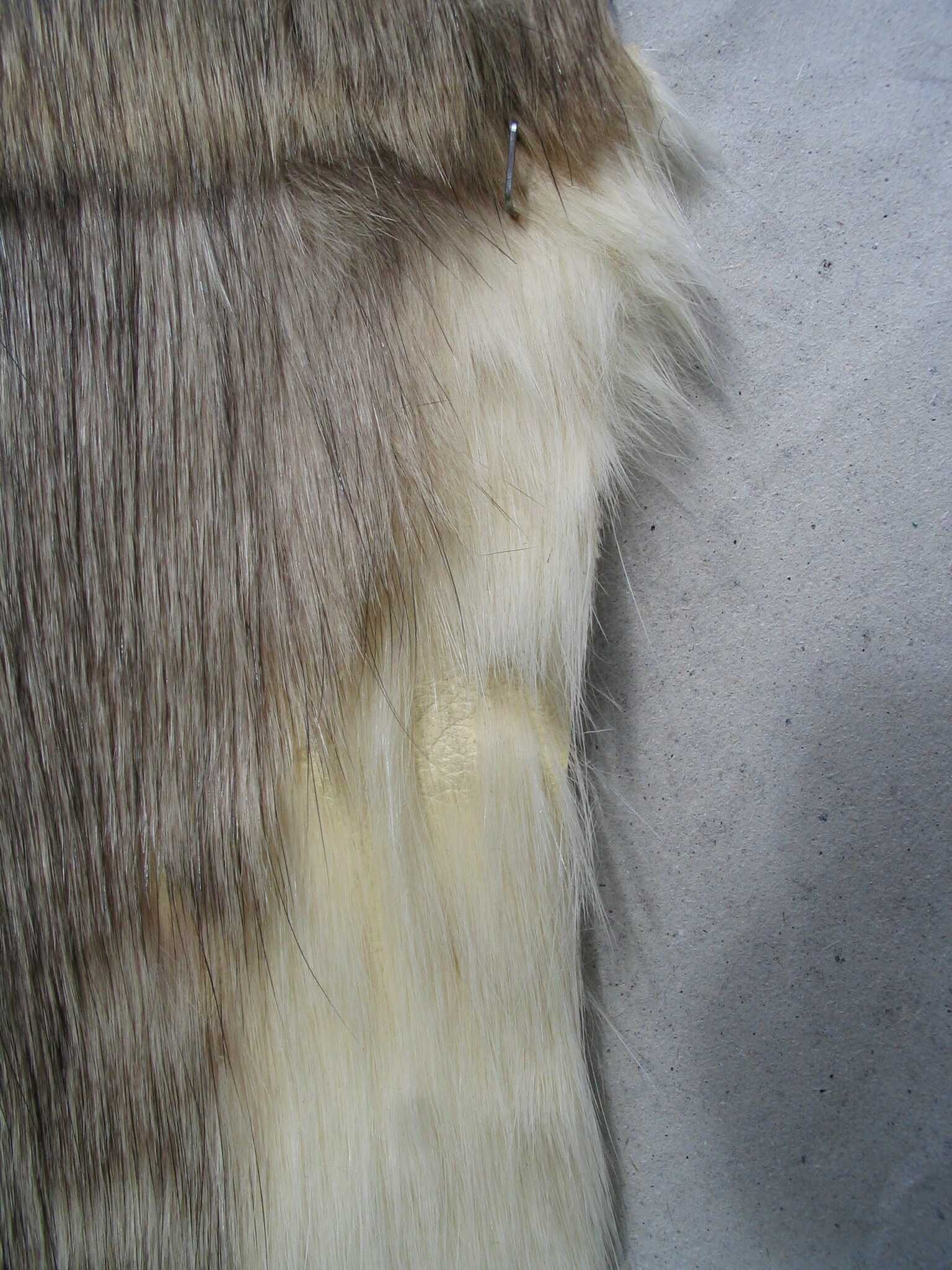
Viscachafell (Ausschnitt)

## Feld- oder Pampasviscacha
Herders Conversations-Lexikon von 1854 beschreibt die Viscacha als kaninchenartig „mit geschätztem Felle“. Trotzdem ist man sich in der späteren Rauchwarenliteratur sicher, dass die Felle erst nach dem Ersten Weltkrieg aus Argentinien und Patagonien in nennenswertem Umfang auf den Weltmarkt kamen, nachdem es gelungen war, das kräftige Leder dünner zu schneiden. Obwohl die Tiere wegen ihrer Wühltätigkeit in den Weidegebieten in größeren Mengen erlegt wurden, waren sie wegen der dünnen Unterwolle, den groben Grannen und des wenig zügigen Leders nie ein sehr bedeutender Artikel für die Pelzverarbeitung. Außerdem war die Anzahl der schadhaften, nicht verwendbaren Felle sehr hoch. Noch 1911 schrieb Emil Brass bedauernd, dass alle Versuche, das Fell für Pelzzwecke zu verwenden gescheitert seien, weil das Leder meist zu schwer und dick sei. Und das, obwohl die Felle zu hunderttausenden geliefert werden könnten und mit 30 bis 50 Pfennig sehr billig waren. Bis dahin wurden die Felle nur von den Indios für den Eigenbedarf zu primitiven Unterlagen und Decken zusammengenäht. Die Pelzveredlungsfirma J. & M. Kassner (Berlin und Leipzig) verlieh dem Fell dann eine deckende Farbe und machte es damit erstmals zu einem billigen Mantelmaterial. Viscachafelle wurden in der Vergangenheit von Zeit zu Zeit immer wieder einmal angeboten, oft in braune Farbtöne (bisamfarbig, zobelfarbig) eingefärbt.
Die Felllänge beträgt 47 bis 66 cm, der behaarte Schwanz ist 15 bis 20 cm lang. Damit sind sie wesentlich größer als die ihnen verwandten Chinchillas. Viscachas lassen sich von den Chinchillas eindeutig durch die Anzahl der Zehen an den Vorderpfoten unterscheiden: fünf beim Chinchilla, vier beim Viscacha. Die Färbung variiert an der Oberseite mit dem Lebensraum von gelblich in sandigen Regionen bis zu dunkelgrau, der Bauch ist weiß. Die wenig dichte Unterwolle ist sehr weich, die Deckhaare hingegen dunkel und rau mit schwarzen Leithaaren gemischt.
Fellstruktur: 2 bis 3 Prozent der Haare sind Leithaare, bis 41 mm lang; 25 bis 26 Prozent Grannenhaare, lang und grob, graubraun bis schwarz. Bis zu 75 Prozent sind hellgraubraune Wollhaare.
Haltbarkeitskoeffizient für Viscacha und Chinchillona: 5 bis 10 Prozent.
Bei einer Einteilung der Pelztiere in die Haar-Feinheitsklassen seidig, fein, mittelfein, gröber und hart wird das Viscachahaar als mittelfein eingestuft.

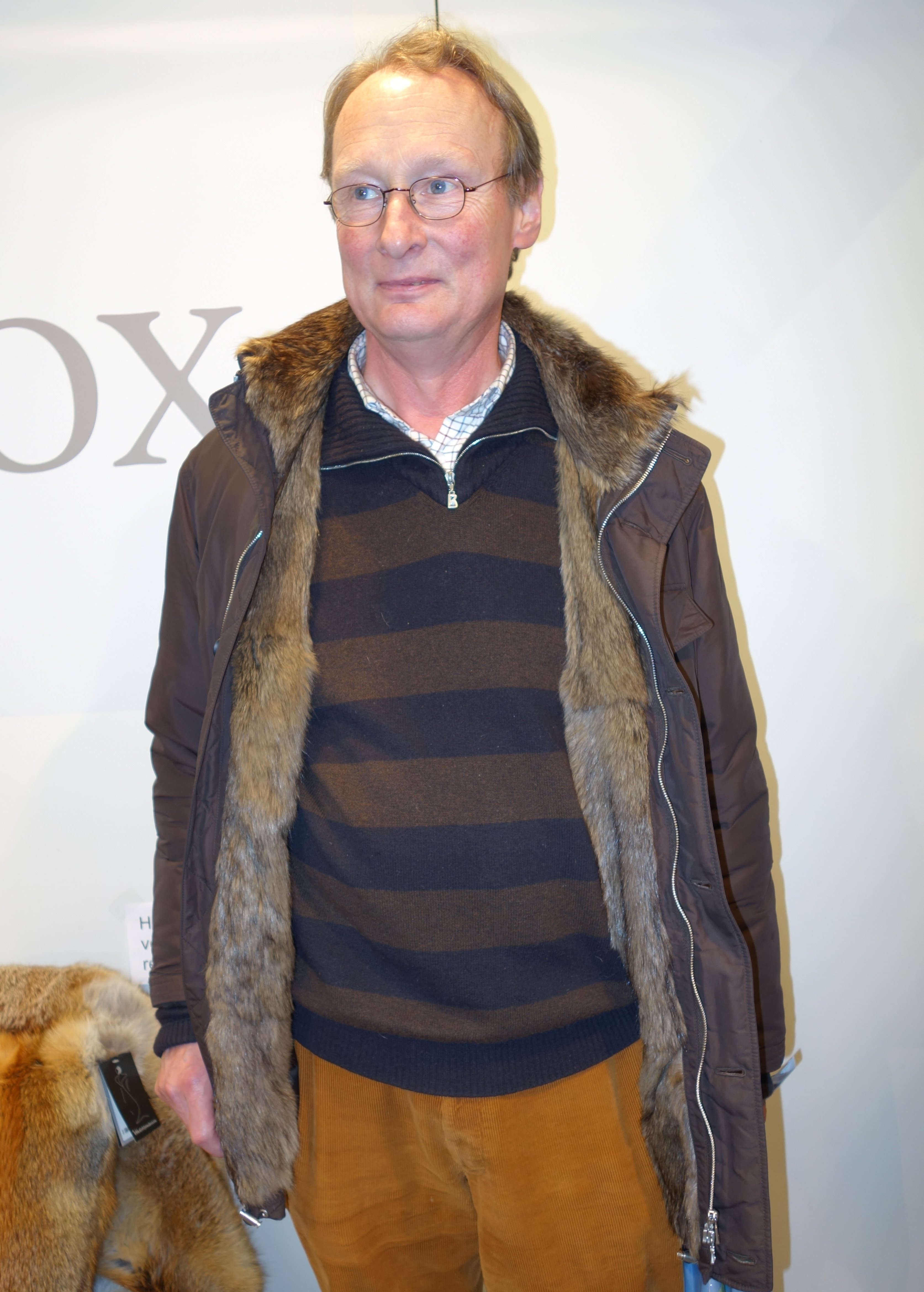
Herrenjacke mit Viscachafell (2014)

Im Rauchwarenhandel wurde das Fell anfangs fälschlich, nach heutigen Maßstäben zudem wenig verkaufsförderlich, auch als Wasserschwein oder brasilianisches Wasserschwein angeboten, laut Alfred Erler, Spezialist für südamerikanische Rauchwaren, zwar ebenfalls zoologisch falsch jedoch besser klingend, auch als argentinischer Dachs (1931).
Als Viscachafelle noch zu Fußdecken verarbeitet wurden, lag der Preis in Argentinien bei 10 ct. das Fell. Nachdem begonnen wurde, sie als Bisamfellimitation zu verwenden, stieg er schlagartig auf 25 ct. 1929 kosteten die Originallose ungegerbter Viscachafelle bereits 40 bis 50 ct. per Stück.
Vor und um 1930 entwickelte sich die Pelztierzucht in sehr großem Ausmaß, nachdem vor allem für Silberfüchse auf den Auktionen teilweise astronomische Preise erzielt worden waren. So gab es in Deutschland auch Scharlatane, die versuchten, Unkundigen die Zucht der Viscacha schmackhaft zu machen, um ihnen teure Zuchtpärchen zu verkaufen. Ein Leipziger Pelztierzüchter, der selber nebenbei einige Viscachas hielt, warnte seine Kollegen, dass neben anderen Gründen vor allem der Fellpreis viel zu niedrig sei, als dass sich eine Zucht lohnen könnte: In der günstigsten Zeit, als das Kaninfell in Deutschland 4 bis 6 RM und mehr einbrachte, standen Viscachafelle, und zwar, was ich ausdrücklich hervorhebe, veredelte (von der Veredlungsindustrie gefärbte) nur zwischen 3,50 und 4,50 RM höchstens. Heute werden diese Preise natürlich bei weitem nicht mehr erzielt.
1936 vermerkte ein amerikanisches Rauchwarenhandbuch, dass Viscachafelle in Deutschland und England zu sogenannten Futtern (Halbfertigprodukte) zusammengesetzt werden. Das Zentrum der Tafelfertigung in Deutschland lag zu der Zeit um Leipzig herum, damals ein Weltzentrum des Pelzhandels (siehe dazu Brühl (Leipzig)).
Im Jahr 1965 wurde der Fellverbrauch für eine für einen Viscachamantel ausreichende Felltafel mit 30 bis 40 Fellen angegeben (sogenanntes Mantel-„Body“). Zugrundegelegt wurde eine Tafel mit einer Länge von 112 Zentimetern und einer durchschnittlichen Breite von 150 Zentimetern und einem zusätzlichen Ärmelteil. Das entspricht etwa einem Fellmaterial für einen leicht ausgestellten Mantel der Konfektionsgröße 46 des Jahres 2014. Die Höchst- und Mindest-Fellzahlen können sich durch die unterschiedlichen Größen der Geschlechter der Tiere, die Altersstufen sowie deren Herkunft ergeben. Je nach Pelzart wirken sich die drei Faktoren unterschiedlich stark aus.
Die Verwendung erfolgt, meist gefärbt, zu preiswerten Besätzen, Innenfuttern und nur noch sehr selten zu Jacken und Mänteln.

## Bergviscacha

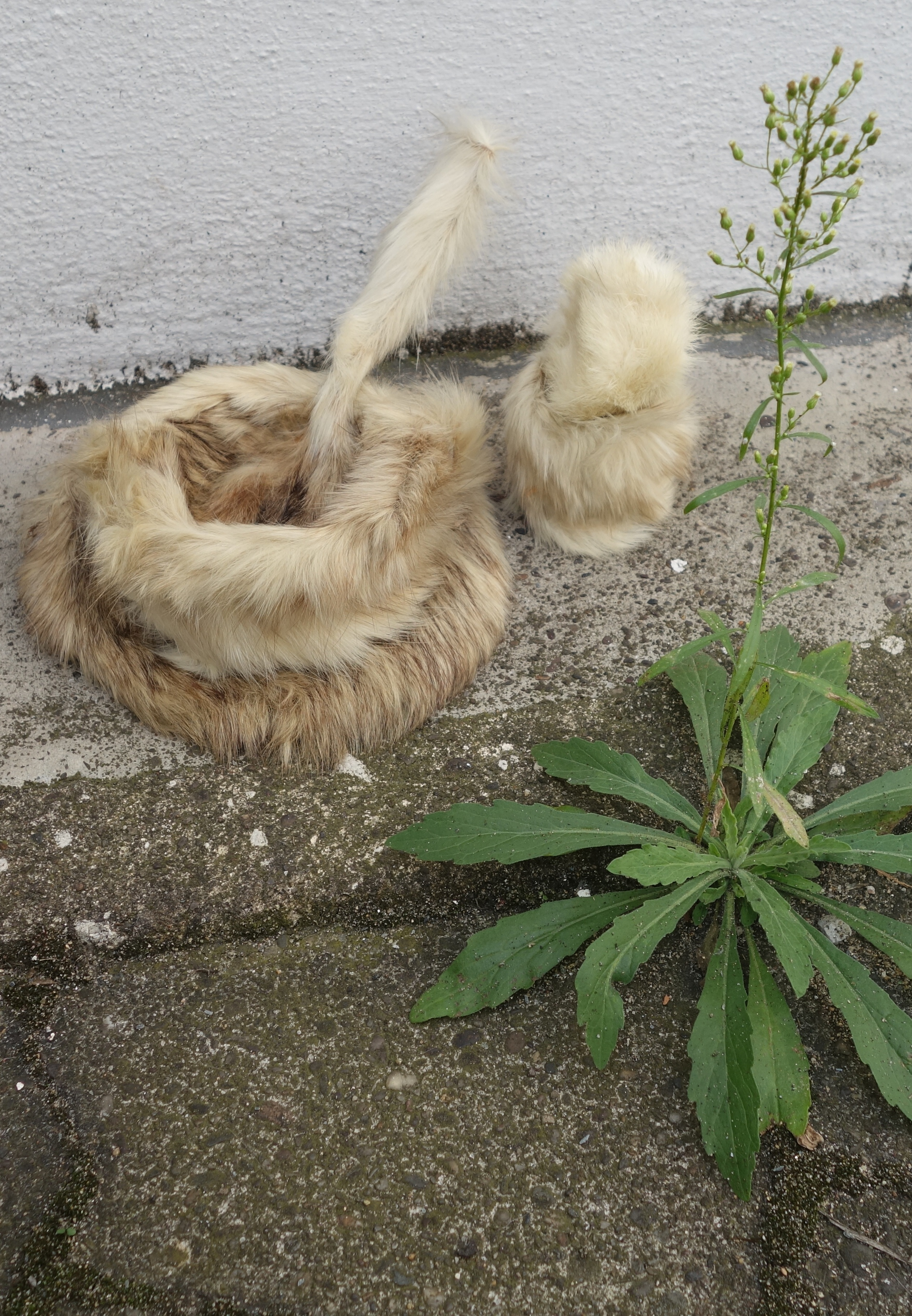
„Frühstücksgedeck“, mit Viscachafell bezogen. In Anlehnung an Meret Oppenheims „Déjeuner en fourrure“ („Frühstück im Pelz“)

Auch von den Bergviscachas gab es immer nur ein sehr geringes Angebot. Sie sind mit 32 bis 40 cm kleiner als die Feldviscacha, hinzu kommt der lange Schweif mit 23 bis 32 cm. Ein Merkmal sind die bis zu 8 cm langen Ohren und die langen kräftigen Schnurrhaare. Je nach Rasse und Herkommen (Lebensraum in 3000 bis 5000 Meter Höhe) weichen Größe, Färbung und Fellstruktur voneinander ab.
Entsprechend dem Herkommen sind die Felle aschgrau bis graugelb, häufig mit einem dunklen Längsstreifen (Grotzen) in der Fellmitte. Die Haare sitzen recht locker im Leder, sie wurden früher von den Anwohnern ausgerupft und zu feinen Stoffen versponnen (lt. Prell), wie auch beim Chinchilla.
Das Haar ist weich und dicht, doch nicht so fein und flattriger als das der Chinchilla.
Nur die besseren, mehr blaugrauen Qualitäten des Bergviscachafell aus den höheren Bergregionen wurden etwa seit 1900 für Pelzzwecke genutzt. Die Handelsbezeichnung dafür war Chinchillona. Alle anderen Qualitäten ließen sich nicht chinchillaartig färben, „sie nehmen die Farbe nicht an, erscheinen nach derselben buntfleckig, ja gehen mitunter direkt in Lila über, trotzdem sich gerade die besten Farbspezialisten daran versucht haben“.
Der Preis der Bergviscachafelle betrug vor dem Ersten Weltkrieg 1 Papierpeso in Buenos Aires und etwa 2,50 Mark in Leipzig. 1923 war der Preis in Argentinien auf 3 Papierpeso gestiegen, in Leipzig auf 6 bis 8 Mark; für ausgesucht „reinblaue“ Felle wurden bis zu 20 Mark das Stück bezahlt. Der Gesamtanfall zu der Zeit „dürfte vorläufig 10.000 Stück im Jahr kaum übersteigen“.
1988 hieß es, dass über die Märkte von Mendoza, San Juan und Buenos Aires jährlich höchstens 10.000 Stück angeliefert wurden. Rauchwarenkaufmann Alfred Erler sprach 1931 noch von jährlich schätzungsweise 50.000 bis 60.000 Stück.
Die Verwendung ist gleich der des Feldviscachas.

## Zahlen, Fakten
1921: „[...] Das Fell [des Viscacha] ist für Pelzzwecke nicht zu gebrauchen. Das Leder ist zu dick und zu schwer, die Unterwolle zu dünn. Die Preise für die ziemlich großen Felle, 50-60 Zentimeter, schwanken zwischen 30 und 50 Pf. das Stück.“

## Anmerkung
1. ↑   Der angegebene Wert ist das Ergebnis vergleichender Prüfung durch Fachleute der Rauchwarenbranche in Bezug auf den Grad der offenbaren Abnutzung. Die nach praktischer Erfahrung haltbarsten Fellarten wurden auf 100 Prozent gesetzt. Es fließen jedoch zahlreiche unwägbare Faktoren mit ein. Eine genauere Angabe könnte nur auf wissenschaftlicher Grundlage ermittelt werden.